# Burtî, Novi Sanjarî
Burtî (în ucraineană Бурти) este un sat în comuna Ședieve din raionul Novi Sanjarî, regiunea Poltava, Ucraina.

## Demografie
Componența lingvistică a localității Burtî
     Ucraineană (95,15%)
     Rusă (4,85%)
Conform recensământului din 2001, majoritatea populației localității Burtî era vorbitoare de ucraineană (95,15%), existând în minoritate și vorbitori de rusă (4,85%).